# Backstreet Boys (album năm 1997)
Backstreet Boys là album mang tên mình thứ hai của ban nhạc nước Mỹ Backstreet Boys. Album mang tên mình trước đó là album 1996 Backstreet Boys, đã được phát hành quốc tế nhưng không được phát hành ở Hoa Kỳ. Album mang tên mình thứ hai này đã được phát hành năm 1997 và là album đầu tiên của họ được phát hành ở quốc gia này. Nó được coi là album đầu tay thành công nhất mọi thời đại, đạt chứng nhận 14× Bạch kim (đĩa Kim cương) bởi Hiệp hội Công nghiệp thu âm Hoa Kỳ (RIAA), đồng thời đạt được vị trí #4 trên các bảng xếp hạng Billboard. Cùng với album Backstreet's Back được phát hành quốc tế cùng thời điểm với album này, nhóm đã tiêu thụ được 32 triệu đĩa trên toàn thế giới.
Album này là một tuyển tập các ca khúc có trong hai album quốc tế của Backstreet Boys, Backstreet Boys (1996) và Backstreet's Back (1997). Nó được phát hành cùng thời điểm với Backstreet's Back và hai album có bìa đĩa tương tự nhau.

## Phiên bản
Có hai phiên bản của album này, bản phát hành gốc bao gồm 11 bài hát và thiếu ca khúc "Everybody (Backstreet's Back)". Tuy nhiên, sau khi họ quyết định phát hành "Everybody (Backstreet's Back)" làm đĩa đơn thì bản thứ hai của album đã được phát hành. So với bản gốc, nó có thêm một bản mở rộng của bài hát này và bài hát nằm ở vị trí thứ 4 trong danh sách.
Album phát hành dưới dạng một CD nâng cao, có các tập tin phương tiện chỉ có thể xem được trên máy tính.

## Danh sách bài hát
| STT | Nhan đề                                                   | Sáng tác                                 | Thời lượng |
| --- | --------------------------------------------------------- | ---------------------------------------- | ---------- |
| 1.  | "We've Got It Goin' On"                                   | Denniz PoP, Max Martin, Herbert Crichlow | 3:39       |
| 2.  | "Quit Playing Games (With My Heart)"                      | Max Martin, Herbert Crichlow             | 3:52       |
| 3.  | "As Long as You Love Me"                                  | Max Martin                               | 3:40       |
| 4.  | "Everybody (Backstreet's Back)" (Bản mở rộng)             | Max Martin, Denniz PoP                   | 4:47       |
| 5.  | "All I Have to Give"                                      | Full Force                               | 4:36       |
| 6.  | "Anywhere for You"                                        | Baker, Perry                             | 4:40       |
| 7.  | "Hey Mr. DJ (Keep Playin This Song)"                      | Allen, Campbell, Skinner                 | 4:42       |
| 8.  | "I'll Never Break Your Heart"                             | Manno, Wilde                             | 4:48       |
| 9.  | "Darlin'"                                                 | Allen, Mortonur Heart                    | 5:31       |
| 10. | "Get Down (You're the One for Me)"                        | Aris, Toni Cottura                       | 3:50       |
| 11. | "Set Adrift on Memory Bliss"                              | Cordes, Kemp                             | 3:30       |
| 12. | "If You Want It To Be Good Girl (Get Yourself a Bad Boy)" | R.J. Lange                               | 4:49       |

## Xếp hạng và chứng nhận
| Bảng xếp hạng                | Vị trí cao nhất |
| ---------------------------- | --------------- |
| Canada (Top Canadian Albums) | 1               |
| Hoa Kỳ Billboard 200         | 4               |

| Quốc gia                                  | Chứng nhận   | Số đơn vị/doanh số chứng nhận |
| ----------------------------------------- | ------------ | ----------------------------- |
| Hoa Kỳ (RIAA)                             | 14× Bạch kim | 14.000.000^                   |
| ^ Chứng nhận dựa theo doanh số nhập hàng. |              |                               |